# لجنة الأمم المتحدة للقانون التجاري الدولي
لجنة الأمم المتحدة للقانون التجاري الدولي (بالإنجليزية: United Nations Commission on International Trade Law)‏ كما تعرف باسم الأونسيترال نسبة إلى الاختصار (بالإنجليزية: UNCITRAL)‏ هي هيئة فرعية تابعة للجمعية العامة للأمم المتحدة مسؤولة عن المساعدة في تسهيل التجارة والاستثمار الدوليين.
إن ولاية الأونسيترال الرسمية التي أنشأتها الجمعية العامة للأمم المتحدة في عام 1966 هي «تعزيز المواءمة والتوحيد التدريجيين للقانون التجاري الدولي» من خلال الاتفاقيات والقوانين النموذجية وغيرها من الصكوك التي تتناول مجالات التجارة الرئيسية، من تسوية المنازعات إلى شراء وبيع البضائع.
تقوم الأونسيترال بعملها في دورات سنوية تعقد بالتناوب في مدينة نيويورك وفيينا، حيث يقع مقرها الرئيسي.

## روابط خارجية
- الأونسيترال الموقع الرسمي